# Haremjaren
Haremjaren, oorspronkelijke titel 'Harem Years', is een boek dat gebaseerd is op de memoires van de Egyptische feministe en nationaliste Huda Sha'arawi (1879–1947). De memoires beslaan de periode van haar vroegste jeugd tot aan het jaar 1924. Ze zijn uit het Arabisch in het Engels vertaald door de Amerikaanse historica Margot Badran, die ze ook bewerkte en annoteerde. De Nederlandse vertaling van Harem Years is van Jet van der Mijn en heeft als ondertitel 'De memoires van de Egyptische feministe Hoeda Sjaarawi'.

## Memoires
Sha'arawi werd geboren uit een rijke Egyptische vader en een jonge Tsjerkessische moeder, een van de vele concubines van haar vader. Ze behoorde tot de laatste generatie Egyptische vrouwen die opgroeide in de afgezonderde wereld van de harem. In haar memoires vertelt Sha'arawi over haar jeugd en jongvolwassenheid. Haar vader stierf toen ze vijf was en Sha'arawi bleef met haar moeder en haar broertje wonen in de harem van de weduwe van haar vader (zijn eerste vrouw). Ze schrijft ook over de onvrede die in haar groeide toen ze de verschillen opmerkte in de opvoeding van meisjes en jongens, met name de extra aandacht die jongens kregen en hoe ze voorgetrokken werden.
Op dertienjarige leeftijd werd ze overgehaald te trouwen met haar neef, die tevens haar voogd was. Ze beschrijft nauwgezet de voorbereidingen van haar huwelijk en de voltrekking ervan, alsmede het onbegrijpelijke daarin voor het jonge meisje zelf. Na een jaar weigerde ze haar man nog te ontmoeten en gebruikte ze de scheiding om haar onderbroken opleiding aan te vullen. Bovendien maakte ze kennis met een aantal vrouwen die haar inspireerden om een onafhankelijke levenswijze te ontwikkelen.
Zeven jaar later verzoende Sha'arawi zich met haar man en kreeg ze een dochter en een zoon. Uit haar memoires blijkt dat de slechte gezondheid van haar kinderen haar geheel in beslag nam. Toen de kinderen na de eerste levensjaren minder aandacht vroegen, zocht ze opnieuw de openbaarheid. In het laatste, fragmentarische deel van de memoires beschrijft Sha'arawi hoe zij met steun van haar man betrokken raakte in de strijd tegen de Britse overheersing, en hoe zij en andere vrouwen nationalistische activistes werden en de feministische beweging begonnen. 
Tegen het einde van haar leven dicteerde Sha'arawi de memoires in het Arabisch aan haar mannelijke secretaresse Abd al-Hamid Fahmi Moersi. Ze verzocht haar jonge nicht en protegee Hawa Idris om toe te zien op publicatie als ze zou sterven. De memoires werden in 1981, 34 jaar na het overlijden van Sha'arawi, in Caïro uitgegeven door Kitab al-Hilal, onder de titel  'Moedzakkiraat raí'da al-mar'a al-arabiyya albadietha' . De uitgave was gebaseerd op een kopie die in het bezit was van Abd al-Hamied Fahmi Moersi en bevatte een inleiding geschreven door Amiena al-Saíed.

## Haremjaren
De Amerikaanse historica Margot Badran maakte kennis met de memoires twintig jaar na het overlijden van Sha'arawi. Ze was in Egypte om onderzoek te doen naar de Egyptische feministische beweging, toen ze Hawa Idris ontmoette. Dat gebeurde op een inzamelingsactie voor de slachtoffers van de Zesdaagse Oorlog, die georganiseerd was door de 'Huda Sha'arawi Vereniging' (voorheen de door Sha'arawi opgerichte 'Egyptische Feministische Unie'). Thuis bij Hawa Idris in het centrum van Caïro, toonde deze de goed bewaarde manuscripten. In de loop van de daaropvolgende jaren, toen Badran vanuit de Verenigde Staten op en neer reisde naar Egypte, hield ze met Sha'arawi's nicht lange gesprekken om meer te weten te komen over het leven en werk van Sha'arawi. Ze stelde voor de memoires in het Engels te vertalen. Idris stemde daarin toe en gaf haar het manuscript te leen. 
Omstreeks die tijd begon Badran met een studie Arabisch aan de Al-Azhar-universiteit in Caïro. Bij de vertaling van de memoires besprak ze de subtiele betekenis van woorden en passages met haar docent. Ter wille van de chronologie en de logische voortgang van het verhaal zette ze de tekst hier en daar om. Ook liet ze af en toe iets weg als er sprake was van herhalingen of er een enkele maal te veel details voorkwamen. Ze schreef er een inleiding bij om de historische achtergronden bij de memoires toe te lichten. Verder voorzag ze de teksten van Sha'arawi van voetnoten. Het manuscript dat Badran te leen kreeg bevatte naast de memoires ook een betoog waarin Sha'arawi haar vader verdedigde tegen aantijgingen dat hij in 1882 medeplichtig was geweest aan de intocht van de Britten in Egypte. Dit verweerschrift is in het boek ondergebracht in een aanhangsel. 
Het boek werd onder de titel 'Harem Years' in 1986 uitgebracht door Virago Press Ltd. in Londen met als ondertitel 'The Memoirs of an Egyptian Feminist (1879–1924)'. Het jaar daarop volgde de Amerikaanse uitgave door The Feminist Press of the City University of New York. Ook in 1987 verscheen bij Anthos de Nederlandse vertaling van Jet van der Mijn, onder de titel 'Haremjaren'.
Haremjaren is, mede door de bewerking en de annotaties van Margot Badran, van grote waarde voor de Egyptische vrouwenbeweging en geschiedschrijving. De toegevoegde waarde van de bewerkte memoires ligt vooral in het grote aantal voetnoten dat Badran toevoegde, waardoor er via jaartallen, namen en gebeurtenissen lijnen getrokken kunnen worden vanuit het leven van Sha'arawi naar de algemene Egyptische geschiedenis. Zo wordt duidelijk hoe zij en andere feministische en nationalistische vrouwen daar een belangrijke rol in gespeeld hebben.